# Ralf Pöpel
Ralf Pöpel (* 31. Oktober 1954) ist ein ehemaliger deutscher Eishockeyspieler in der Eishockey-Bundesliga und in der deutschen Eishockeynationalmannschaft.

## Karriere
Pöpel begann seine Karriere Saison 1973/74 beim VfL Bad Nauheim. Dem Stürmer gelangen in Bad Nauheim in 129 Spielen 109 Scorerpunkte und er entwickelte sich dabei zu einem Leistungsträger der Mannschaft. Vor der Saison 1982/83 wechselte er zu dem Mannheimer ERC und konnte mit dieser Mannschaft unter Trainer Ladislav Olejník 1983 und in der Saison 1984/85 insgesamt zweimal Deutscher Eishockey-Vizemeister werden. Ihm selbst gelangen in Mannheim bei 146 Spielen 95 Scorerpunkte. Nach einem Jahr in der 2. Eishockey-Bundesliga bei der mittlerweile abgestiegenen Mannschaft aus Bad Nauheim verbrachte er von 1987 bis 1991 vier Jahre bei der Mannschaft von Eintracht Frankfurt in der höchsten deutschen Spielklasse, konnte allerdings an die statistischen Leistungen aus Mannheim nicht mehr anschließen. 1991 schloss er sich nochmals für zwei Jahre der Mannschaft aus Bad Nauheim an und beendete dann seine Profilaufbahn.